# North Hollywood Shootout
North Hollywood Shootout è il decimo album in studio del gruppo musicale statunitense Blues Traveler, pubblicato nel 2008.

## Tracce
1. Forever Owed – 4:43
2. You, Me and Everything – 4:21
3. Love Does – 3:31
4. Borrowed Time – 3:38
5. The Beacons – 3:14
6. Orange in the Sun – 3:53
7. What Remains – 4:48
8. How You Remember It – 4:06
9. The Queen of Sarajevo – 4:01
10. Free Willis (Ruminations from Behind Uncle Bob's Machine Shop) – 5:51

## Formazione
- John Popper - voce, armonica
- Chandler Kinchla - chitarra
- Ben Wilson - tastiera
- Tad Kinchla - basso
- Brendan Hill - batteria
- Bruce Willis - voce, armonica (in Free Willis)
- Dave Ralicke - sassofoni
- Jordan Katz - tromba